# Pseudendacusta mareeba
Pseudendacusta mareeba är en insektsart som först beskrevs av Otte, D. och R.D. Alexander 1983.  Pseudendacusta mareeba ingår i släktet Pseudendacusta och familjen syrsor. Inga underarter finns listade i Catalogue of Life.